# Kim Bo-kyung
Kim Bo-kyung (6 oktober 1989) is een Zuid-Koreaans voetballer.

## Clubcarrière
Kim Bo-kyung speelde tussen 2010 en 2012 voor Oita Trinita en Cerezo Osaka. Hij tekende in 2012 bij het Welshe Cardiff City FC, dat in 2013 naar de Premier League steeg. Sinds februari 2015 voetbalde hij voor de laatste maanden van het seizoen 2014/15 in de Championship bij Wigan Athletic.
In september 2015 vervolgde hij zijn carrière in Japan bij het naar de J1 League gepromoveerde Matsumoto Yamaga. Vanaf seizoen 2016 speelt hij bij de Koreaanse meervoudige kampioen Jeonbuk Hyundai Motors in de K League Classic.

## Interlandcarrière
Kim Bo-kyung debuteerde in 2010 in het Zuid-Koreaans nationaal elftal en speelde 17 interlands, waarin hij 2 keer scoorde.

## Erelijst
Cardiff City
- Football League Championship

2013